# Gulenia
Gulenia is een geslacht van weekdieren uit de klasse van de Gastropoda (slakken).

## Soorten
- Gulenia borealis (Odhner, 1922)
- Gulenia monicae Korshunova, Martynov, Bakken, Evertsen, Fletcher, Mudianta, Saito, Lundin, Schrödl & Picton, 2017
- Gulenia orjani Korshunova, Martynov, Bakken, Evertsen, Fletcher, Mudianta, Saito, Lundin, Schrödl & Picton, 2017